# Medium term note
Medium Term Note (MTN) eller Euro Medium Term Note (EMTN) er værdipapirer, som internationalt kan udstedes i Primary marked og ender i Secondary market  de har en kurs og en kuponrente. Der findes mange former for forskellige Medium Term Notes.
Medium Term Notes udstedes primært af højt ratede (rating) Banker AAA - AA+ osv., også danske banker arbejder med Medium Term Notes .

## Ratings
I Danmark søges finanstilsynet.dk og finde forskellige ratings og læse om institutioner.
Internationalt kan der bruges anerkendte analyseinstitutioner som Moody's 